# سلطان منادی
سلطان منادی (زاده ۲۲ نوامبر ۱۹۷۶ – درگذشته ۹ سپتامبر ۲۰۰۹) روزنامه‌نگار، گزارشگر، مدیر تولید و مترجم اهل افغانستان بود. او در طی حرفهٔ روزنامه‌نگاری‌اش در زمانهای مختلف برای نهضت بین‌المللی صلیب سرخ و هلال احمر، نیویورک تایمز و رادیو دولتی افغانستان کار کرد. منادی در ۹ سپتامبر ۲۰۰۹ با آتش نیروهای خودی، یک سرویس دریایی ویژه بریتانیایی نیروهای ویژه که برای نجات استفن فارل و منادی، دو خبرنگاری که نیروهای طالبان چهار روز پیش از آن در قندوز آنها را به اسارت گرفته بودند، کشته شد.

## زندگی‌نامه

### زندگی اولیه
منادی ۲۲ نوامبر ۱۹۷۶ در آستانه ولسوالی بازارک ولایت پنجشیر افغانستان زاده شد. منادی که از قوم تاجیک‌ها است در مزرعهٔ خانوادگی در روستای آستانه در دره پنجشیر بزرگ شد. پدرش در دههٔ ۱۹۸۰ در جنگ شوروی در افغانستان با نیروهای شوروی جنگید. خانهٔ پدری‌اش در آستانه که به عنوان مرکز فرماندهی مجاهدین افغان استفاده می‌شد توسط سربازان شوروی بمباران شد. منادی و برادرانش پس از بمباران خانهٔ پدری را با دستان خویش بازسازی کردند.
منادی در مدرسه ابتدایی امیر شرلی خان حضور یافت. او در سال ۱۹۹۱ از دبیرستان نادریا فارغ‌التحصیل شد.

### حرفه
منادی در سال ۱۹۹۵ در رشته روزنامه‌نگاری در دانشگاه کابل پذیرفته شد. هنگام مطالعه روزنامه‌نگاری در دانشگاه دوره‌ای هم در زبان انگلیسی گذراند. در سال ۱۹۹۶ طالبان کنترل شهر کابل را در دست گرفت، و موجب شد که منادی به‌طور موقت دانشگاهش را رها کند. او سرانجام مدرک لیسانش را در رشتهٔ روزنامه‌نگاری از دانشگاه کابل گرفت.
در دورهٔ کنترل طالبان از سال ۱۹۹۷ تا ۲۰۰۱، منادی به عنوان مأمور مطبوعاتی و ارتباطی در ادارهٔ محلی نهضت بین‌المللی صلیب سرخ و هلال احمر در شهر گلبهار در ولایت پروان کار می‌کرد. او هماهنگ کنندهٔ ارتباطات بین دفتر کمیته بین‌المللی صلیب سرخ در شمال افغانستان و ستاد اصلی آن در کابل بود.
منادی در سال ۲۰۰۲ پس از خروج طالبان از کابل و تشکیل دولت موقت، به کارکنان افغان نیو یورک تایمز پیوست. منادی به عنوان خبرنگار محلی در دفتر نیویورک تایمز در کابل کار می‌کرد و گزارش‌هایی را به دفتر مرکزی آن در نیویورک می‌فرستاد. او همچنین مدارک و گزارشهایی را برای روزنامه به فارسی افغانستان، زبان پشتو و زبان انگلیسی ترجمه می‌کرد. منادی تا ۲۰۰۶ در نیویورک تایمز کار کرد.
در سال ۲۰۰۶ منادی به صبح‌بخیر افعانستان که توسط شرکت نماآوا تولید می‌شد پیوست. او به عنوان مدیر تولید برای نمایش رادیویی استخدام شد و وظایف ویراستاری، کارگردانی و تولید رادیویی را انجام داد. او بعدها به سردبیری وب‌سایت نمایش و تولید رادیویی آن ارتقا یافت و داستانهایی را هم به روزنامه‌نگاران اختصاص داد.
در اوایل سال ۲۰۰۹، منادی به آلمان نقل مکان کرد، او در آنجا، برای گرفتن مدرک کارشناسی ارشد در رشتهٔ سیاست‌گذاری عمومی، حکمرانی خوب و روزنامه‌نگاریدر دانشگاه ارفورت سیاست‌گذاری عمومی ثبت‌نام کرد. او در سال ۲۰۰۹ دوبار از آلمان به افغانستان برگشت.

### ربوده شدن و مرگ
منادی در طول تعطیلات تابستانی خود برای دیدن همسر و دو فرزندش از آلمان به افغانستان بازگشت. هنگامی که او در افغانستان بود، نیویورک تایمز با منادی تماس گرفت تا از او درخواست کند به خبرنگاران خارجی اش در افغانستان کمک کند.
در ۵ سپتامبر ۲۰۰۹، منادی و روزنامه‌نگار نیویورک تایمز استفن فارل، همکار بریتانیایی- ایرلندی، در شمال افغانستان نزدیک قندوز توسط نیروهای طالبان ربوده شدند. فارل و منادی در منطقه با ساکنان محلی در مورد حمله اخیر ناتو به دو تانکر سوخت (که توسط ستیزه‌جویان طالبان ربوده شده بود) که ادعا می‌شد موجب مرگ شهروندان افغان شده است در حال مصاحبه بودند.
منادی و فارل به مدت چهار روز توسط طالبان نگهداری شدند. طالبان با فارل رفتار نسبتاً خوبی داشتند، اما به‌طور فزاینده‌ای با منادی، در حالی که در اسارت بود، بدرفتاری کرده و او را تهدید می‌کردند. طالبان به منادی یادآوری می‌کردند که در سال ۲۰۰۷ که دو نفر را ربوده بودند، گزارشگر ایتالیایی آزاد شد، در حالی که مترجم افغان او کشته و سرش بریده شد. منادی در ساعت ۱۰:۳۰ روز هشتم سپتامبر به والدینش تلفن کرده و خبر از سلامت فارل و خودش داد. والدین او بلافاصله خانه خود را در کابل برای رفتن به قندوز ترک کردند تا منتظر آزادی احتمالی او شوند.
نیروهای بریتانیا خانه‌ای را که فارل و منادی در آن نگهداری می‌شدند پیدا کردند. در ۹ سپتامبر ۲۰۰۹، نیروهای ویژه سرویس دریایی بریتانیا برای نجات اسیران به خانه حمله کردند. فارل نجات یافت، ولی منادی در آتش بین نیروهای طالبان و نیروهای بریتانیایی مورد اصابت گلوله قرار گرفته و کشته شد. بعدها به این نتیجه رسیدند که، در حالیکه ظاهراً منادی در زیر رگبار گلوله‌های طالبان هم قرار داشت و سعی می‌کرد خود را به هلی‌کوپتر بریتانیایی برساند، یک سرباز بریتانیایی اشتباهاً منادی را به جای دشمن گرفته و به او شلیک کرده است.
بدن او در صحنه ماند و طبق گزارش‌ها والدینش مجبور بودند خودشان جسد او را تحویل بگیرند. نه نیویورک تایمز و نه خانوادهٔ فارل یا منادی، از تلاش برنامه‌ریزی شده برای نجات آنها اطلاعی نداشتند. مرگ منادی و ناتوانی در تحویل جسد او موجب خشم گسترده‌ای در بین روزنامه‌نگاران افغان شد، آنها ادعا کردند که مرگ منادی استاندارد و رفتار دوگانه نیروهای بین‌المللی با گزارشگران غربی و روزنامه‌نگاران محلی افغان را آشکار کرد.